# Kamienica przy ul. Armii Krajowej 31 w Kłodzku
Kamienica przy ul. Armii Krajowej 31 w Kłodzku – pochodząca z XVIII wieku barokowa kamienica,  położona w obrębie starówki.

## Historia
Budynek został wzniesiony w drugiej połowie XVII wieku. Dom był odnawiany w latach: 1883, około 1930 i ostatnio po 1945 roku. Parter został całkowicie przerobiony w 1930 roku. 
Decyzją wojewódzkiego konserwatora zabytków z dnia 30 listopada 1984 roku kamienica została wpisana do rejestru zabytków

## Architektura
Kamienica ma trzy trakty i trzy kondygnacje (prócz szczytu), posiada elewację trójosiową. Pierwotny układ, późnobarokowy, pochodzi z pierwszej połowy XVIII wieku. Elewacja, poza częścią parterową, dość dobrze zachowana. Cztery gładkie pilastry biegną przez pierwsze i drugie piętro, zwieńczone głowicami korynckimi, zbliżonymi do florenckich. Nad pilastrami wykrępowane: architraw i fryz w formie kostek ozdobionych główkami aniołków. Krępowanie obejmuje dolną część gzymsu; płyta i syma są gładkie. Niezbyt wybujały szczyt mieści dwa okna. Obramienia okien pierwszego piętra są bogate, skrajne — o obdasznicach łukowych, środkowe — z obdasznicą trapezową. Umiarkowanie bogata ornamentyka wykonana jest w tynku. W tympanonie szczytu jest wnęka, mieścząca figurkę świętego Floriana.

## Galeria

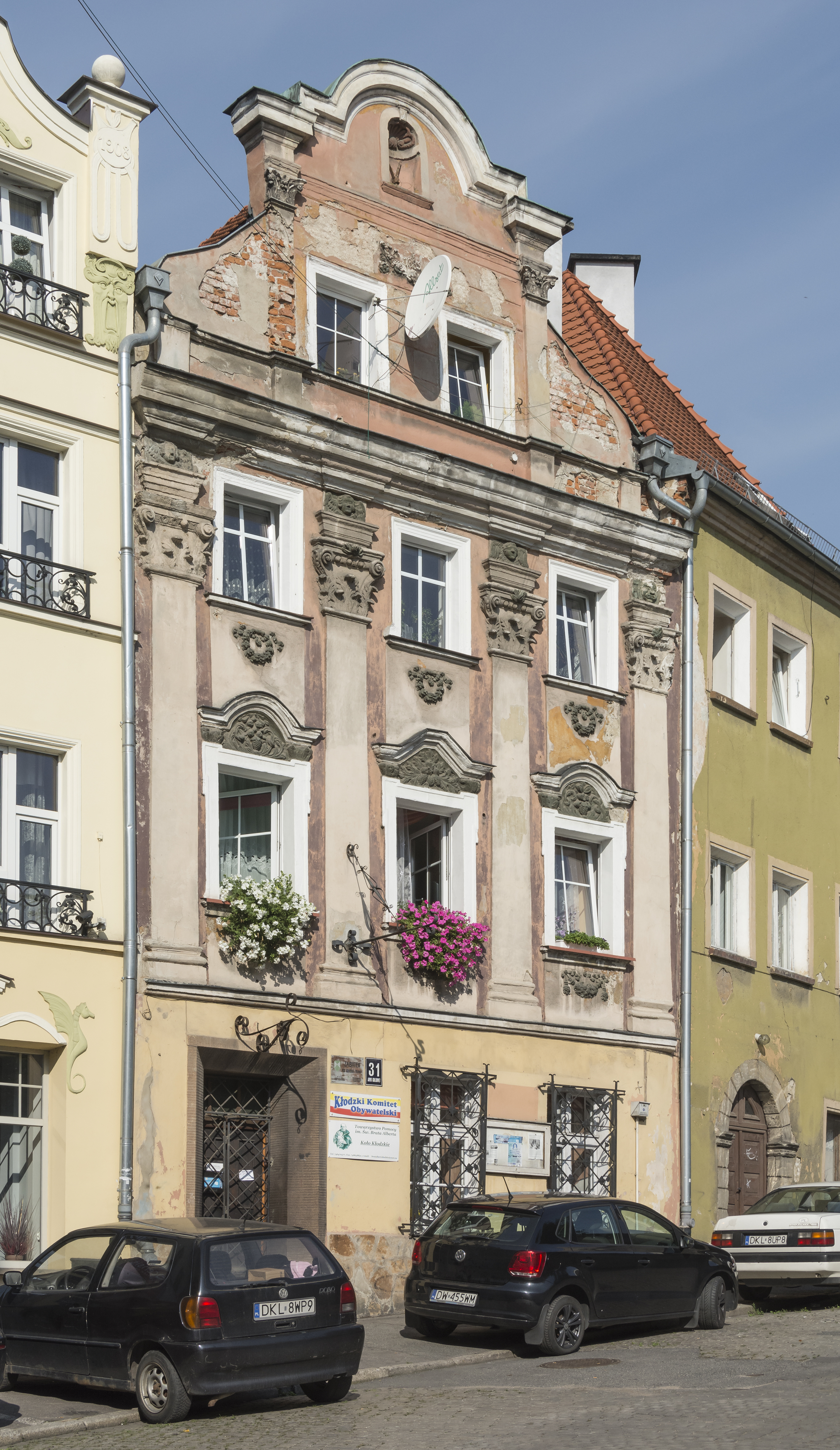
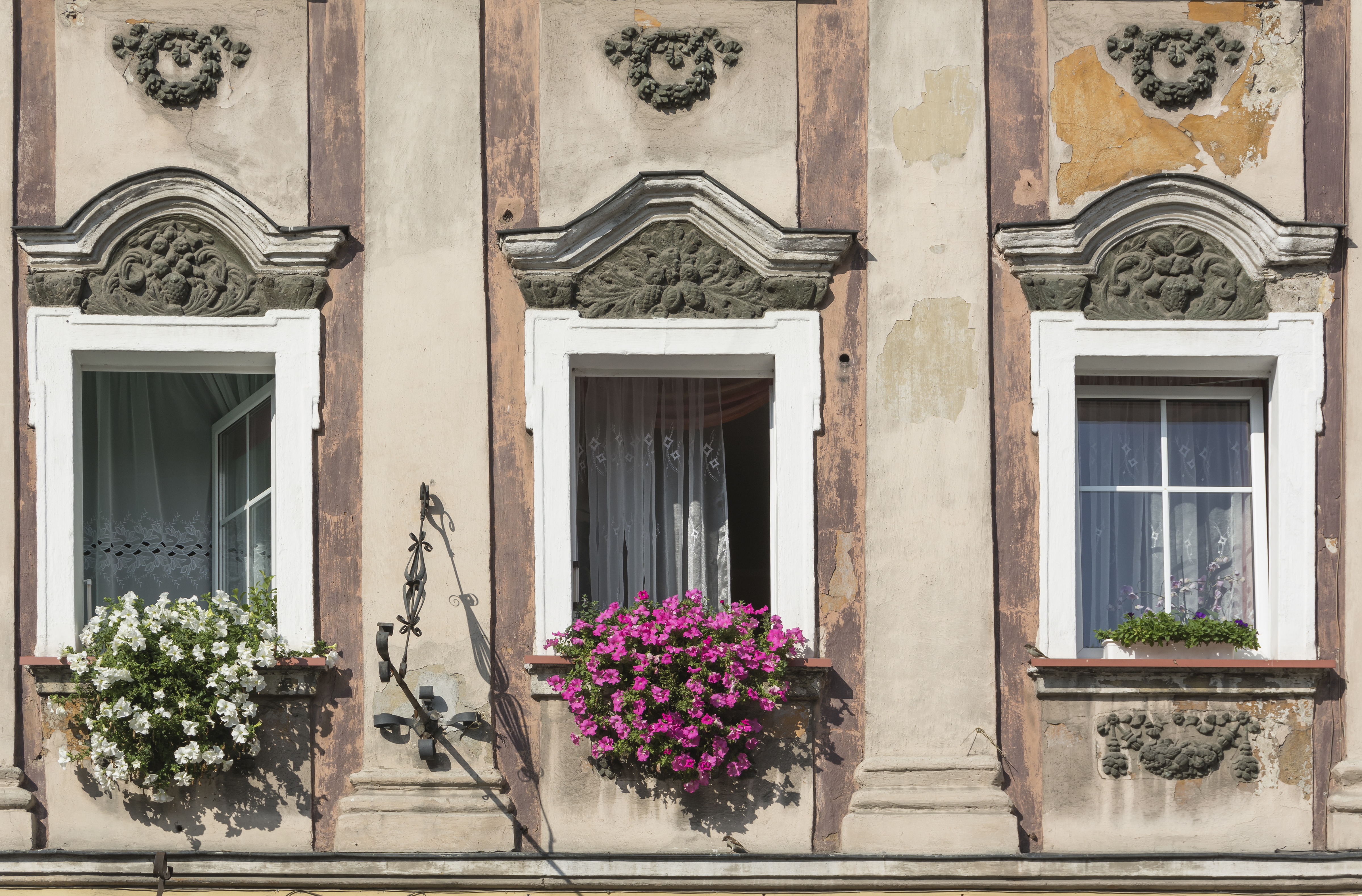
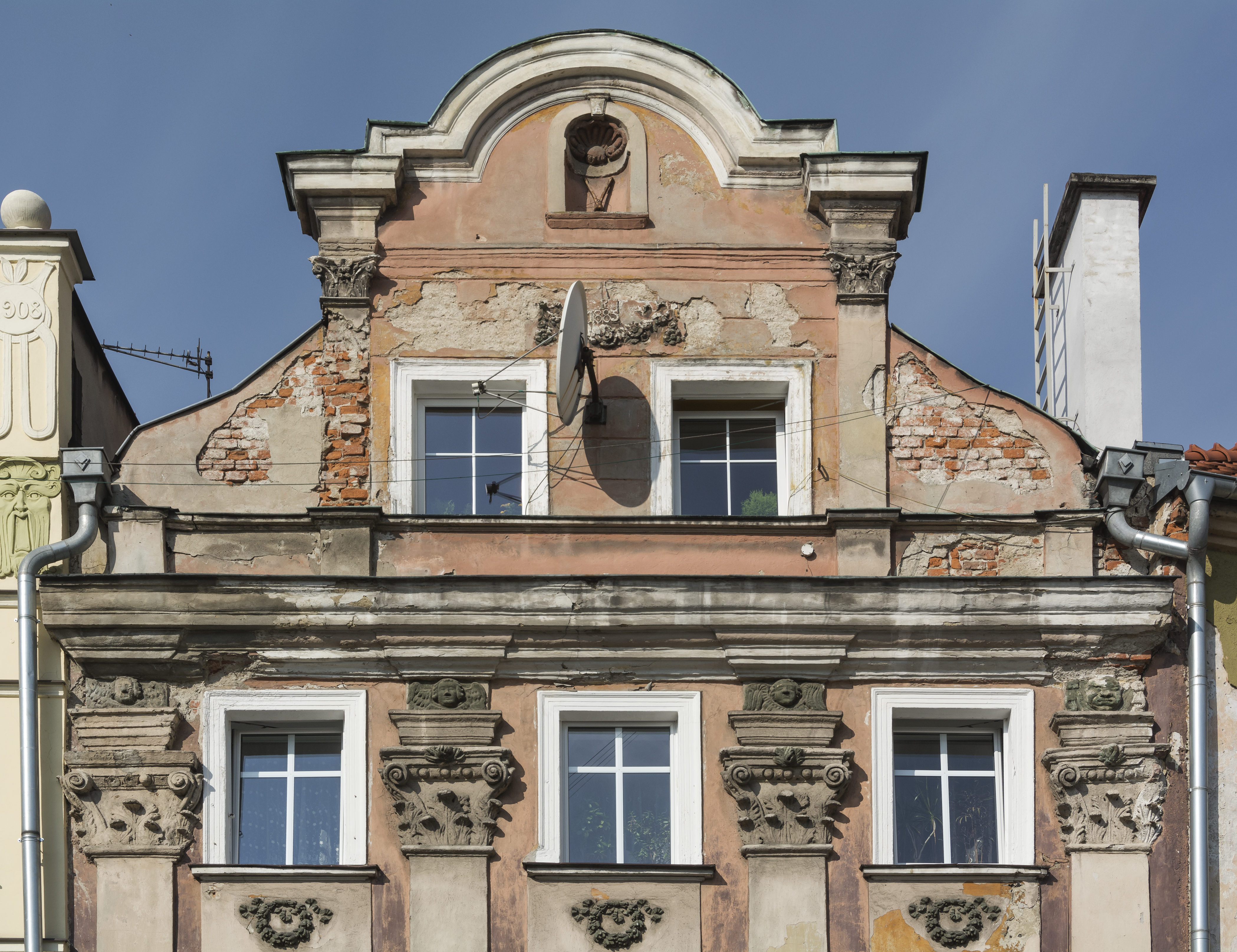
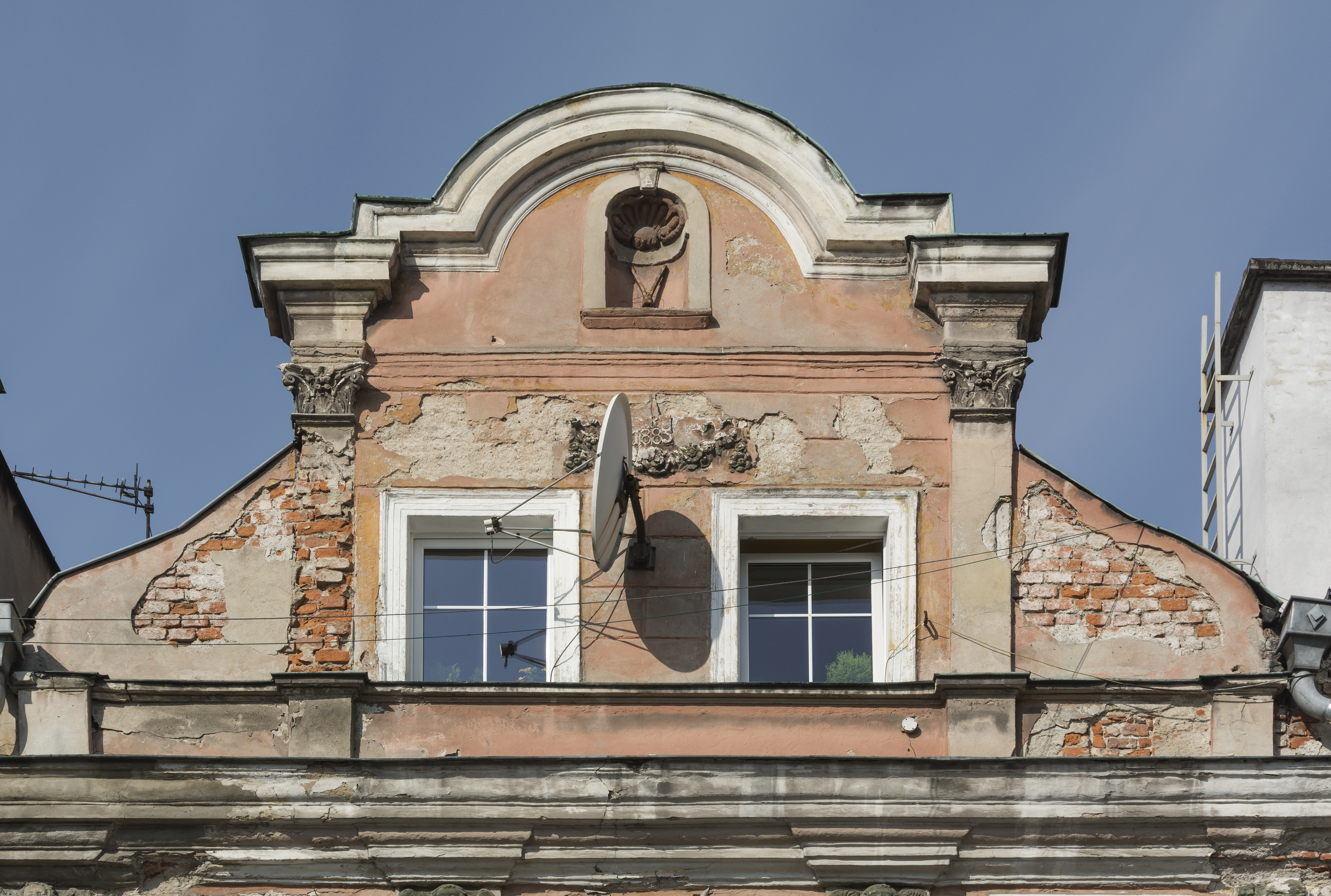
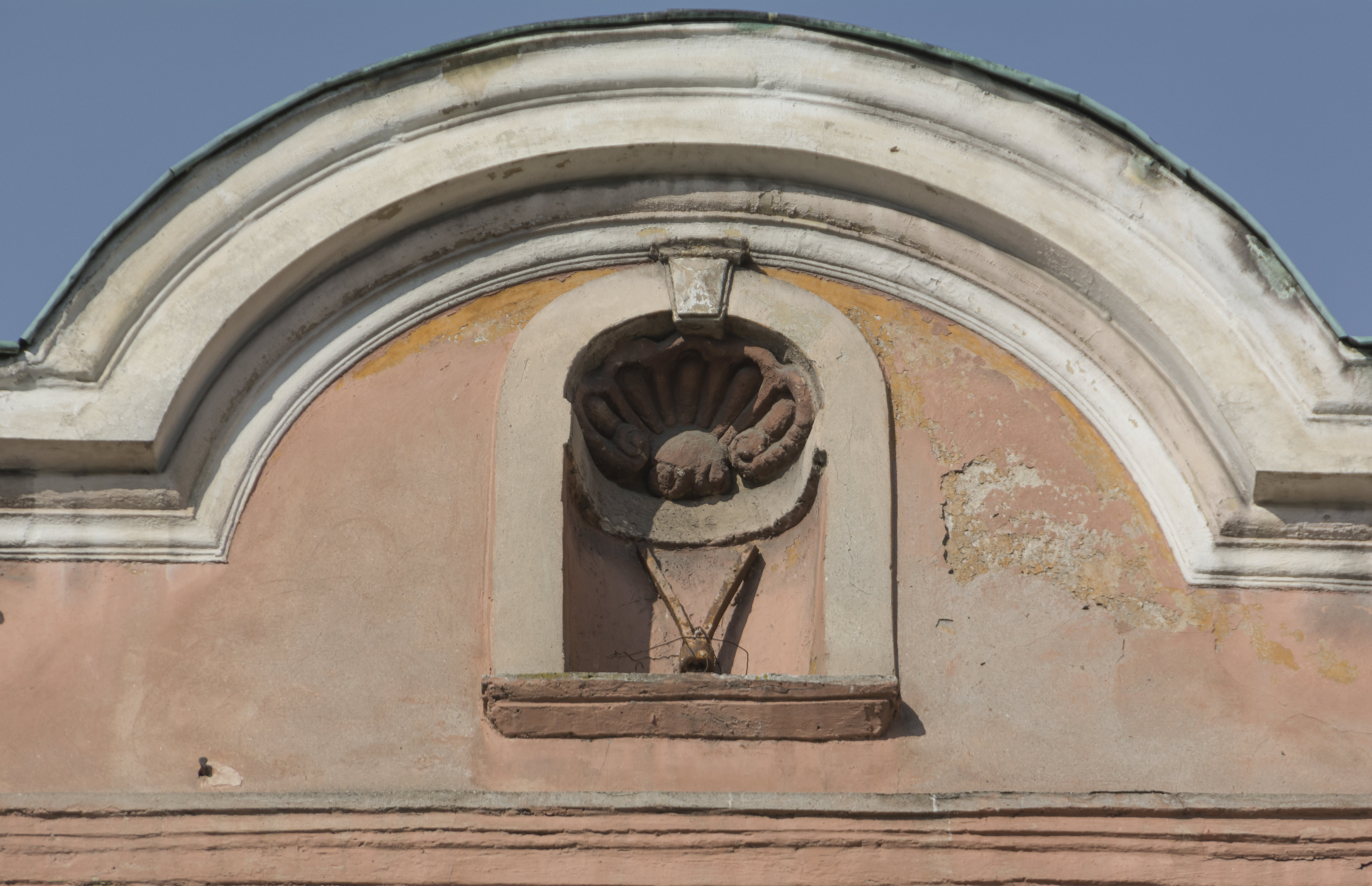
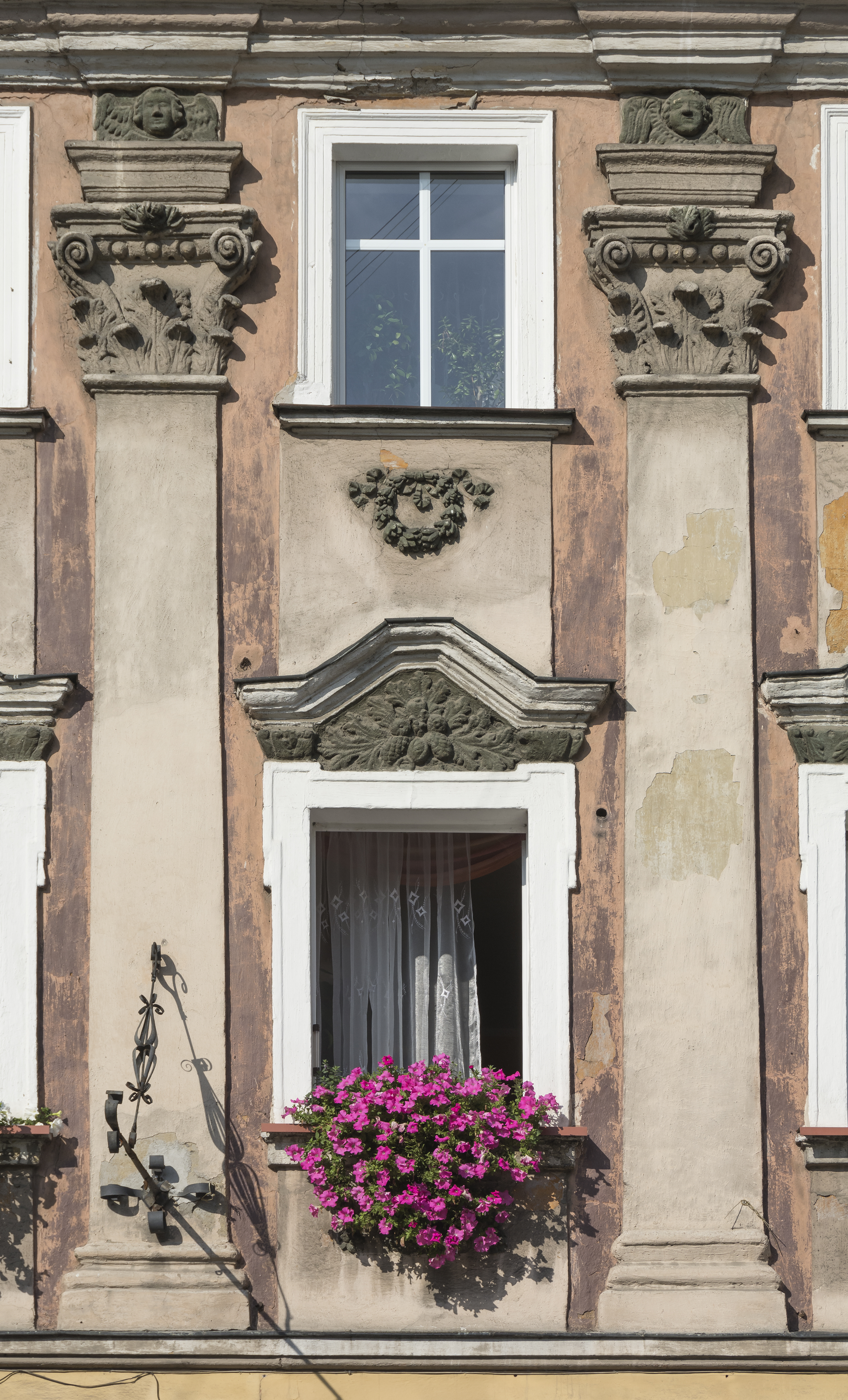
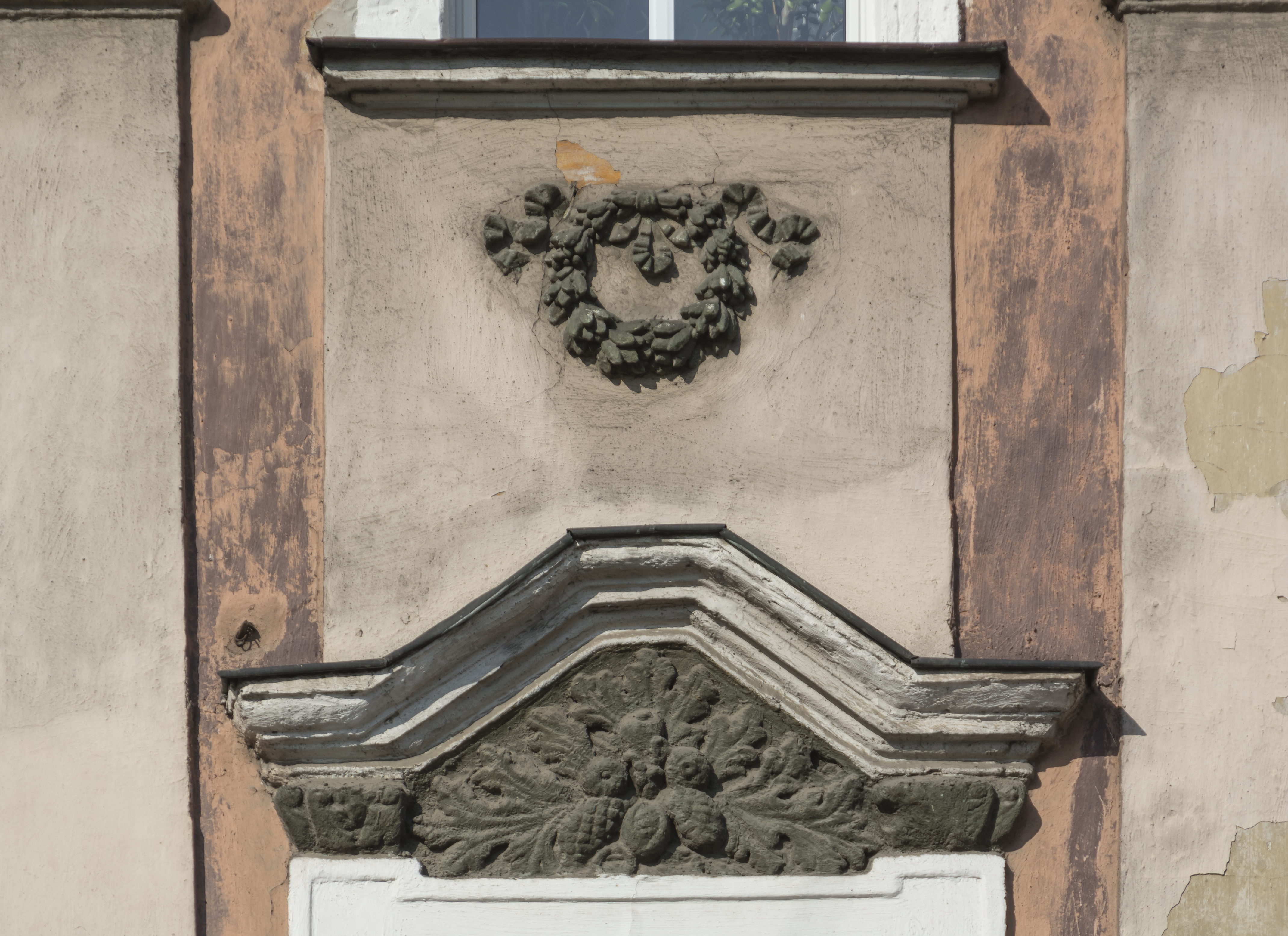
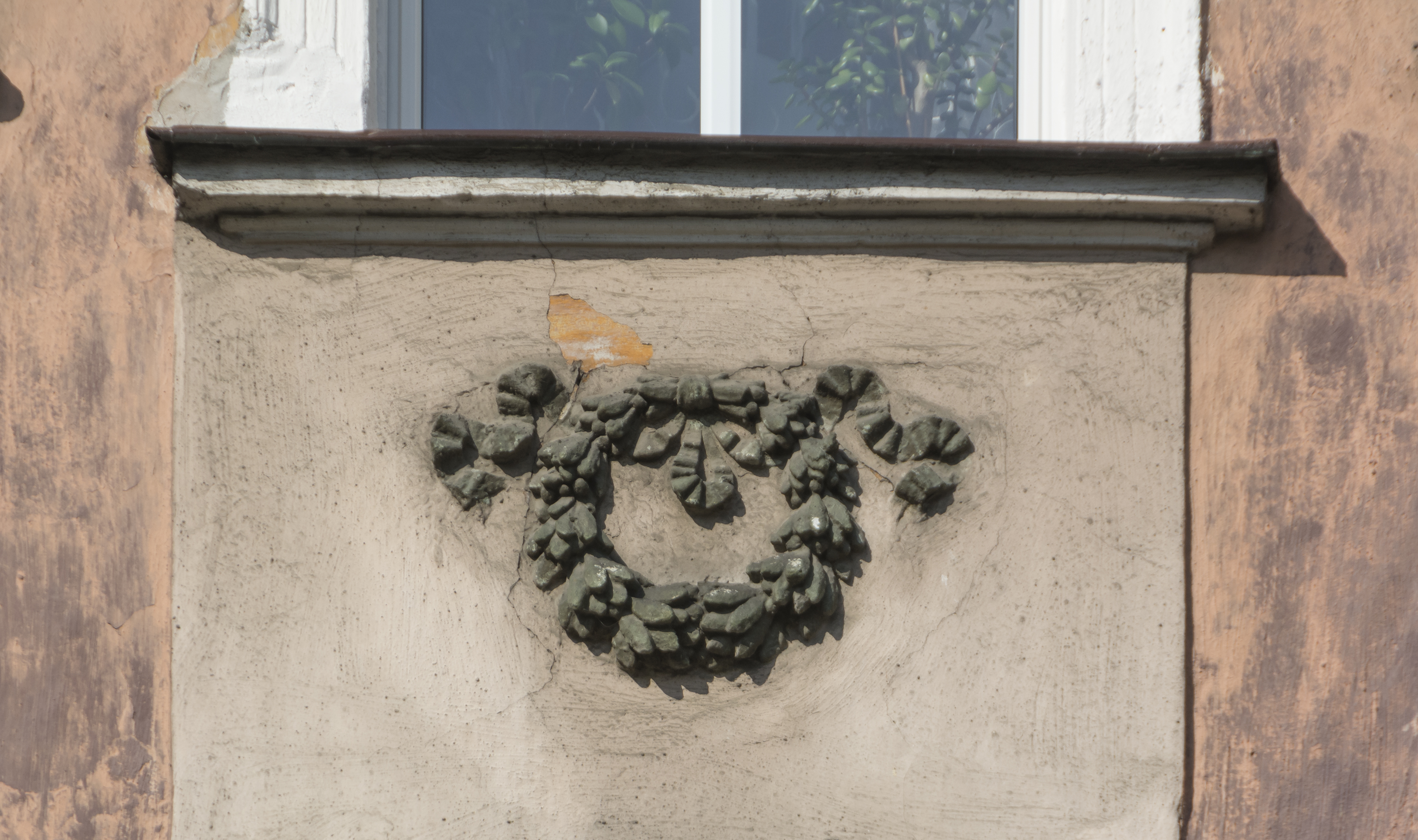